# Grad Vrienenstein
 Grad Vrienenstein  znan tudi pod imeni "Vrienestein", "Vrindtstein", "Vredestein", "Vredenstein" in "Mora" je bil grad, ki je stal ob Renu zahodno od Driela v Overbetuwe. Izginil je verjetno v prvi polovici 17. stoletja, pred 1635. 

## Zgodovina
Podobe gradu niso ohranjene, zato ni znano, kako je izgledal. Nekateri viri prikazujejo gravuro gradu, vendar to ni Vrienenstein, ampak grad Vredestein blizu Ravenswaaija v Spodnji Betuwe.
V knjigi zemljevidov, ki jo je Arnhem Sint-Catharinagasthuis izdelal o svojem posestvu leta 1635, na zemljevidu Driela ni več viden noben grad. Navedena je kmetija, kjer je moral stati. Morda je bila kmetija zgrajen na mestu gradu (ali blizu njega) po požaru leta 1623. Kmetija je skozi čas doživela več sprememb in je bila med drugo svetovno vojno porušena, nato pa obnovljena. Ime je še vedno Vredestein. V bližini je cesta, imenovana Vredesteinsestraat. Iz zračnih posnetkov te današnje kmetije je razvidno, da je bil okoli gradu lep jarek in/ali obzidje. Manjši krogci nakazujejo predhodnike tega gradu v obliki gradov mote.

Najstarejša omemba gradu Vredestein naj bi bila iz leta 1261. Ustanovitelj gradu je bil vojvoda Julichški. Grad Vrienenstein v Overbetuwe je bil gelderlandski fevd. Leta 1380 je fevdni register četrti Nijmegen navedel, da je Frderik grof iz Meursa prejel 'to hišo Vrindtstein'. Vincentius grof iz Meursa je leta 1445 prevzel nadzor nad Vredesteinom, ki pa je leta 1454 prišel v roke Viljema IV. Egmontskega (1412–1483). Po njegovi smrti je njegova hči Elizabeta Egmontska pridobila pravice do gradu. Bila je teta Ane Egmontske, ki se je leta 1506 poročila z Viljemom III. Berškim. Ob tej poroki so Boxmeer, Ochten, Sambeek, Spalbeek in Stevensweert prešli iz dediščine Aninega očeta v last Berških. Očitno je bilo, da bodo Egmontske posesti v Drielu sledile kasneje.
Leta 1522 se je Elizabeta Egmontska res odločila, da bo grad Vrienenstein in njegove druge dobrine in pravice v Drielu prenesla na grofa Osvalda II. Berškega, sina grofa Viljema III. in Elizabete, čeprav je bila dvakrat poročena, ni imela svojih otrok. Poleg tega je bila leta 1522 že v visoki starosti.
Leto rojstva Elizabete Egmontske ni znano, a ko je leta 1539 umrla, je bila zelo stara. Kasneje je njen bratranec Jurij Egmontski, škof v Utrechtu, zahteval grad Vrienenstein kot dedič. Temu je nasprotoval grof Osvald II., ki je leta 1540 z odkupnino ponovno prosto razpolagal z gradom.
Grad Vrienenstein in kasnejša kmetija sta ostala v lasti grofov Berških od grofa Osvalda II., dokler knez Anton Alojz leta 1788 ni prodal kmetije Arnoldusu van de Kampu in Ani Sanders. Verjetno sta bila takrat prebivalca kmetije.